# Fiora et le Pape
Fiora et le Pape est un roman historique de Juliette Benzoni paru en 1989. Il compose le troisième volet de la tétralogie La Florentine.

## Histoire
Lovée dans l'exquis manoir tourangeau dont Louis XI lui a fait don, Fiora attend la naissance de son enfant lorsqu'elle apprend une terrible nouvelle : son époux le Bourguignon rebelle a été condamné à mort pour avoir refusé de se rallier à la France.
Effondrée, Fiora doit pourtant affronter de nouveaux coups du sort. Peu après la naissance de son fils, elle est enlevée et emmenée à Rome, où elle est victime d'une odieuse machination ourdie par le pape Sixte IV. Elle parviendra pourtant à quitter la ville sainte pour la Florence des Médicis.